# W obronie życia
W obronie życia – amerykański melodramat z 1991 roku.

## Główne role
- Albert Brooks – Daniel Miller
- Peter Schuck – Stan
- Time Winters – Porter
- Rip Torn – Bob Diamond
- Sharlie Stuart – Susan
- Meryl Streep – Julia
- Art Frankel – Arthur
- Ernie Lively – Ernie
- Lee Grant – Lena Foster
- George Wallace – Sędzia Daniela
- Lillian Lehman – Sędzia Daniela
- Ethan Embry – Steve
- Gary Ballard – Pan Wadworth

## Fabuła
Daniel Miller jest japiszonem. Niestety, ginie w wypadku samochodowym. Po śmierci trafia do Miasta Sądu, które jest taką poczekalnią do dnia sądu ostatecznego. Tam sędziowie oglądają całe życie i Daniel musi udowodnić w stylu przemów sądowych, że świetnie opanował swoje dotychczasowe lęki. Nocą poznaje Julię, jedyną osobę mieszkającą w tym miejscu. Zakochuje się w niej.

## Nagrody i nominacje
Nagrody Saturn 1991
- Najlepszy film fantasy (nominacja)
- Najlepszy scenariusz – Albert Brooks (nominacja)
- Najlepsza aktorka – Meryl Streep (nominacja)